# Leonidas Kavakos
Leonidas Kavakos, född 1967 i Aten, är en grekisk violinist.
1985 vann han som 18-åring International Jean Sibelius Violin Competition och 1986 erhöll han en silvermedalj i the Indianapolis International Violin Competition. Han erhöll sedan främsta priset i  Naumburg Competition och the Paganini Violin Competition 1988.